# Trstín
Trstín este o comună slovacă, aflată în districtul Trnava din regiunea Trnava. Localitatea se află la altitudinea de 236 m deasupra n.m., se întinde pe o suprafață de 26,19 km2 și în 2017 număra 1.448 de locuitori.

## Istoric
Localitatea Trstín este atestată documentar din 1256.

## Demografie
| An:                | 1994 | 2004   | 2014   | 2024   |
| ------------------ | ---- | ------ | ------ | ------ |
| Număr de persoane: | 1278 | 1313   | 1416   | 1369   |
| Diferență:         |      | +2,73% | +7,84% | −3,31% |

| An:                | 2023 | 2024   |
| ------------------ | ---- | ------ |
| Număr de persoane: | 1372 | 1369   |
| Diferență:         |      | −0,21% |